# Catherine Zeta-Jones
Catherine Zeta-Jones (Swansea, Gales; 25 de septiembre de 1969), es una actriz británica. A lo largo de su carrera, ha recibido múltiples reconocimientos por sus logros actorales, entre ellos un Óscar por su interpretación de la asesina Velma Kelly en el musical Chicago y el premio Tony por su papel en el musical de teatro A Little Night Music.

## Biografía
Su nombre real procede de la unión de los nombres de sus abuelas, Catherine y Zeta. Su padre era dueño de una pequeña fábrica de golosinas y su madre una modista de origen irlandés y galés. Fue la segunda de tres hermanos (el mayor se llama David y el menor Lyndon) y fue educada en el catolicismo. Además del inglés, domina el galés, el español y el francés.[cita requerida]
De niña se le hizo una traqueotomía que le dejó una cicatriz, imposible de ocultar, en el cuello. Después de que sus padres ganaran 100 000 libras en un bingo en la década de 1980, se mudaron a St. Andrews Drive en Mayals, una zona de clase alta de Swansea. Asistió a la Dumbarton House School en Swansea y dejó la escuela antes de tiempo para seguir sus ambiciones artísticas. Cursó tres años de teatro musical en varias escuelas de arte e interpretación de Chiswick.

### Carrera

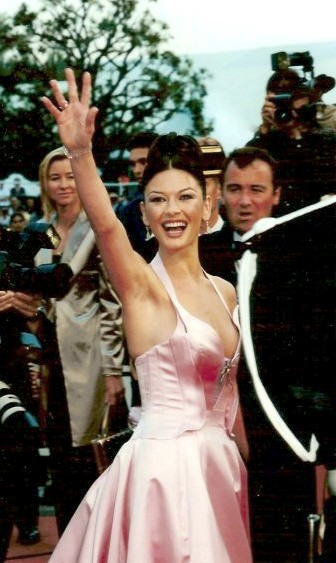
Catherine Zeta-Jones en el Festival de Cine de Cannes de 1999.

Su carrera artística comenzó en la infancia. Alcanzó fama local antes de cumplir los diez años cantando y bailando en una compañía teatral de una congregación católica. A edades muy tempranas fue interpretando papeles importantes en musicales del West End londinense, y en 1990 hizo su debut en el mundo del cine con una adaptación de Las mil y una noches, a cargo del director francés Philippe de Broca.
Su exótica belleza y sus aptitudes para la canción y la danza sugerían un futuro prometedor en el género musical, pero se decantó por otro tipo de papeles. El éxito le llegó de la mano de la serie británica The Darling Buds of May (1991), en la que interpretó al personaje de Mariette. En 1996 actuó en la película El Fantasma, en el papel de Sala. No obstante, fue con La máscara del Zorro (1998), protagonizada junto con Antonio Banderas, cuando obtuvo renombre internacional.
En 1999 protagonizó dos grandes éxitos de taquilla, Entrapment, junto a Sean Connery, y The Haunting, pero su consagración como actriz dramática llegó en 2000 con el largometraje Traffic, de Steven Soderbergh. En 2001 protagonizó junto con Julia Roberts la comedia La pareja del año.
En 2003 ganó un Óscar a la mejor actriz de reparto por su papel en el musical Chicago y protagonizó junto a George Clooney la película Intolerable Cruelty, dirigida por los hermanos Coen. En 2004 coprotagonizó La terminal, de Steven Spielberg, actuando junto a Tom Hanks, y se incorpora al reparto de Ocean's Twelve, en la que la volvió a ser dirigida por Steven Soderbergh. En 2005, protagonizó La leyenda del Zorro, de nuevo junto a Antonio Banderas, por la que cobró diez millones de euros que la convirtieron en una de las actrices mejor pagadas del mundo y que la situaron en la primera línea de Hollywood. 
En 2007 estrenó dos nuevas películas: la comedia Sin reservas, adaptación de la cinta alemana Deliciosa Martha, y el drama El último gran mago, que se presentó mundialmente en el Festival Internacional de Cine de Toronto. Entre 2009 y 2010 estrenó la comedia Mi segunda vez.
En diciembre de 2009, tras veinte años de ausencia en el mundo teatral, debutó en Broadway, compartiendo cartel con la veterana Angela Lansbury en la reposición del musical A Little Night Music, original de Stephen Sondheim. La obra obtuvo un gran éxito de crítica y público y, por su interpretación de Desirée, Catherine recibió, entre otros galardones, el prestigioso premio Tony como mejor actriz de musical.
En 2012, después de tres años de ausencia de las pantallas cinematográficas, volvió al cine participando en tres nuevas películas: la comedia deportiva Un buen partido, del director italiano Gabriele Muccino, la cinta Lay the Favorite, dirigida por Stephen Frears (cuyo reparto incluía a Bruce Willis), y la adaptación del famoso musical de Broadway Rock of Ages, junto a Tom Cruise y Alec Baldwin, entre otros. En 2013 estrenó la cinta La trama, cuyo reparto incluía a Mark Wahlberg y Russell Crowe, la película Side Effects, que protagonizó junto con Jude Law y Rooney Mara (en su tercera colaboración con el director Steven Soderbergh), y RED 2, junto a Bruce Willis y Helen Mirren.
En 2017 protagonizó la comedia bélica Dad's Army, basada en la homónima y exitosa serie de los años 1970, y en 2018 fue la protagonista del drama biográfico La madrina, en el que dio vida a la famosa y temida narcotraficante colombiana Griselda Blanco.

## Vida personal

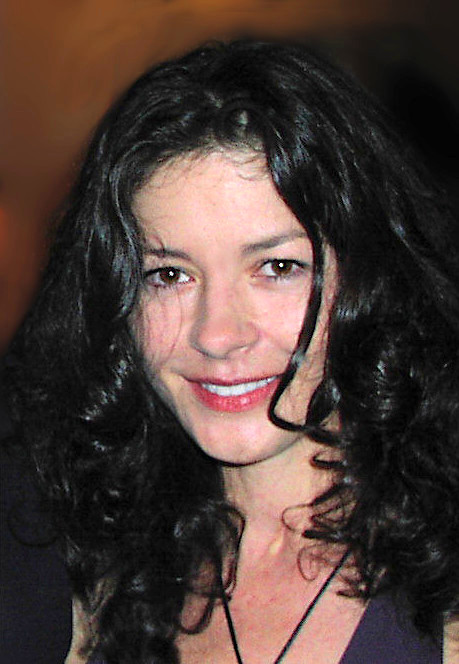
Catherine Zeta Jones de joven.

Catherine Zeta Jones está casada desde el año 2000 con el actor Michael Douglas, con quien tiene un hijastro: Cameron Douglas, y dos hijos: Dylan Michael Douglas, nacido el 15 de agosto de 2000, y Carys Zeta Douglas, nacida el 20 de abril de 2003. 
Una publicación anunció que la estrella y su marido generaban ingresos de más de 170 millones de dólares anuales, lo que les convierte en una de las parejas más ricas de Hollywood. Viven con sus hijos entre Mallorca y las Bermudas, pero tienen casas en Gales, Los Ángeles, Nueva York y Vancouver.[cita requerida]
A finales de abril de 2013, Catherine Zeta-Jones ingresó por segunda ocasión en una institución de salud mental por trastorno bipolar, diagnosticado en 2011.
El 4 de agosto de 2013 se anunció la separación de la actriz con Michael Douglas. Pero el 2 de enero de 2014 se anunció su reconciliación. Un paparazzi consiguió una foto de la pareja con sus dos hijos y los anillos de boda puestos. Sus amigos cercanos afirmaron que la pareja estaba pensando en renovar sus votos el día de sus cumpleaños (ambos nacieron un 25 de septiembre).
Catherine Zeta Jones apareció por primera vez en la lista de las mujeres más bellas del mundo en 1999, y desde entonces se la considera una de las actrices más bellas del mundo. En 2008, una encuesta hecha a 8000 mujeres de diferentes capitales del mundo la eligió como la más bella de todos los tiempos, seguida por Gisele Bündchen y Brigitte Bardot.

## Filmografía

### Cine
| Año  | Título                                | Personaje                                         |
| ---- | ------------------------------------- | ------------------------------------------------- |
| 1990 | Les 1001 nuits                        | Sherezade                                         |
| 1991 | Out of the Blue                       | Chirsty                                           |
| 1992 | Cristóbal Colón: el descubrimiento    | Beatriz                                           |
| 1993 | Recién nacido y ya coronado           | Kitty                                             |
| 1994 | The Cinder Path                       | Victoria Chapman                                  |
| 1994 | The Return of the Native              | Eustacia Vye                                      |
| 1995 | Blue Juice                            | Chloe                                             |
| 1996 | El Fantasma                           | Sala                                              |
| 1998 | La máscara del Zorro                  | Elena Montero / Elena Murrieta (Elena de la Vega) |
| 1999 | Entrapment                            | Virginia Baker                                    |
| 1999 | The Haunting                          | Theo                                              |
| 2000 | Alta fidelidad                        | Charlie Nicholson                                 |
| 2000 | Traffic                               | Helena Ayala                                      |
| 2001 | La pareja del año                     | Gwen Harrison                                     |
| 2002 | Chicago                               | Velma Kelly                                       |
| 2003 | Simbad: La leyenda de los siete mares | Marina                                            |
| 2003 | Intolerable Cruelty                   | Marylin Rexroth                                   |
| 2004 | La terminal                           | Amelia Warren                                     |
| 2004 | Ocean's Twelve                        | Isabel Lahiri                                     |
| 2005 | La leyenda del Zorro                  | Elena de la Vega                                  |
| 2007 | Sin reservas                          | Kate Armstrong                                    |
| 2007 | El último gran mago                   | Mary McGarvie                                     |
| 2009 | The Rebound                           | Sandy                                             |
| 2012 | Lay the Favorite                      | Tulip Heimowitz                                   |
| 2012 | La era del rock                       | Patricia Whitmore                                 |
| 2012 | Playing for Keeps                     | Denise                                            |
| 2013 | Broken City                           | Emily Barlow                                      |
| 2013 | Side Effects                          | Victoria Siebert                                  |
| 2013 | RED 2                                 | Katja Petrokovich                                 |
| 2016 | Dad's Army                            | Rose Winters                                      |

### Televisión
| Año           | Título                                | Personaje                 | Notas                                            | Ref(s). |
| ------------- | ------------------------------------- | ------------------------- | ------------------------------------------------ | ------- |
| 1991–1993     | The Darling Buds of May               | Mariette                  | Principal                                        | [ 9 ]   |
| 1992          | Las aventuras del joven Indiana Jones | Maya                      |                                                  |         |
| 1995          | Catalina la grande                    | Catalina II               | Película para televisión                         |         |
| 1996          | Titanic                               | Isabella Paradine         | Película para televisión                         | [ 10 ]  |
| 2005          | Saturday Night Live                   | Ella misma (presentadora) | Episodio: "Catherine Zeta-Jones/Franz Ferdinand" | [ 11 ]  |
| 2017          | Feud: Bette and Joan                  | Olivia de Havilland       | Principal                                        | [ 12 ]  |
| 2016          | The Godmother                         | Griselda Blanco           | Película para televisión                         |         |
| 2018–2019     | Queen America                         | Vicki Ellis               | Serie web                                        | [ 13 ]  |
| 2021          | Prodigal Son                          | Dra. Vivian Capshaw       | Temporada 2, 7 episodios                         | [ 14 ]  |
| 2022-presente | Wednesday                             | Morticia Addams           | Reparto, 3 episodios                             | [ 15 ]  |
| 2022-presente | National Treasure: Edge of History    | Billie Pearce             | Principal                                        | [ 16 ]  |

## Teatro
| Año       | Título                    | Personaje                             |
| --------- | ------------------------- | ------------------------------------- |
| 1981      | Annie                     | Annie                                 |
| 1983      | Bugsy Malone              | Tallulah                              |
| 1985      | The Pajama Game           | Chica del coro                        |
| 1987      | 42nd Street               | Peggy Sawyer                          |
| 1989      | Street Scene              | Mae Jones                             |
| 1992      | Under Milk Wood           |                                       |
| 2009-2010 | A Little Night Music      | Desirée Armfeldt                      |
| 2017      | The Children's Monologues | Chica obsesionada con las matemáticas |

## Premios y nominaciones
Premios Óscar
| Año  | Categoría               | Trabajo nominado | Resultado |        |
| ---- | ----------------------- | ---------------- | --------- | ------ |
| 2003 | Mejor actriz de reparto | Chicago          | Ganadora  | [ 17 ] |

Premios Globo de Oro
| Año  | Categoría                         | Trabajo nominado | Resultado |        |
| ---- | --------------------------------- | ---------------- | --------- | ------ |
| 2001 | Mejor actriz de reparto           | Traffic          | Nominada  | [ 18 ] |
| 2003 | Mejor actriz en comedia o musical | Chicago          | Nominada  | [ 19 ] |

Premios BAFTA
| Año  | Categoría               | Trabajo nominado | Resultado |        |
| ---- | ----------------------- | ---------------- | --------- | ------ |
| 2003 | Mejor actriz de reparto | Chicago          | Ganadora  | [ 20 ] |

Premios del Sindicato de Actores
| Año  | Categoría               | Trabajo nominado | Resultado |        |
| ---- | ----------------------- | ---------------- | --------- | ------ |
| 2001 | Mejor reparto           | Traffic          | Ganadora  | [ 21 ] |
| 2003 | Mejor reparto           | Chicago          | Ganadora  | [ 22 ] |
| 2003 | Mejor actriz de reparto | Chicago          | Ganadora  | [ 22 ] |

Premios Tony
| Año  | Categoría               | Trabajo nominado     | Resultado |        |
| ---- | ----------------------- | -------------------- | --------- | ------ |
| 2009 | Mejor actriz de musical | A Little Night Music | Ganadora  | [ 23 ] |

Premios Empire
| Año  | Categoría              | Trabajo nominado | Resultado |        |
| ---- | ---------------------- | ---------------- | --------- | ------ |
| 2002 | Mejor actriz británica | Traffic          | Nominada  | [ 24 ] |